# Howard D. White
Howard Dalby White (* 15. Juni 1936 in Salt Lake City, Utah) ist ein US-amerikanischer Bibliotheks- und Informationswissenschaftler.
White wurde 1974 an der University of California, Berkeley zum Ph.D. promoviert. Seine Dissertation trug den Titel Social science data sets : a study for librarians. Später war er Professor an der Drexel University.
White prägte den Begriff Bibliogramm (Howard D. White: On Extending Informetrics: An Opinion Paper. In: Proceedings of the 10th International Congress of the International Society for Scientometrics and Informetrics. Stockholm, 2005. pp. 442–449).
2005 wurde er mit dem Derek John de Solla Price Award der Zeitschrift Scientometrics ausgezeichnet.